# Chelsea (Iowa)
Pour les articles homonymes, voir Chelsea.
Chelsea est une ville du comté de Tama, en Iowa, aux États-Unis. Elle est fondée en 1862 et incorporée le 4 mars 1878.

## Source de la traduction
- (en) Cet article est partiellement ou en totalité issu de l’article de Wikipédia en anglais intitulé « Chelsea, Iowa » (voir la liste des auteurs).